# Bundesassistentenkonferenz
Die Bundesassistentenkonferenz (BAK) wurde am 29. März 1968 in Marburg als hochschulpolitische Interessenvertretung des sogenannten „akademischen Mittelbaus“ (wissenschaftliche Mitarbeiter und Assistenten) gegründet und bestand bis zu ihrer Selbstauflösung im Jahre 1974.
In der Zeit ihres Bestehens profilierte sich die Vereinigung als Mittlerin zwischen den auseinanderstrebenden Positionen von Professoren und Studenten und legte zahlreiche Konzepte und Stellungnahmen zur Hochschulreform vor. Besondere Bekanntheit erlangte das sog. Kreuznacher Hochschulkonzept (1968), in dem sich die BAK für die paritätische Mitbestimmung von Professoren, Studenten, wissenschaftlichem und nichtwissenschaftlich-technischem Personal sowie für die Gründung zahlreicher neuer Gesamthochschulen einsetzte.
Aufsehen erregte der Verein nicht zuletzt dadurch, dass ab 1969 mehrere Assistentenvertreter erstmals zu Universitätspräsidenten gewählt wurden, so zum Beispiel Rolf Kreibich an der FU Berlin, Peter Fischer-Appelt in Hamburg und Thomas von der Vring in Bremen. Maßgeblichen Einfluss gewannen BAK-Vordenker auch in den seinerzeit gegründeten Zentren für Hochschuldidaktik sowie auf die Ausgestaltung der neu gegründeten Hochschulen in Kassel und Bremen.
Verstand sich die BAK anfangs als überparteiliche Interessenvertretung, setzten später vermehrt Richtungsstreitigkeiten ein. Im April 1974 beschloss die 12. Vollversammlung schließlich die Auflösung der BAK und empfahl ihren Mitgliedern die Mitarbeit in der Gewerkschaft Erziehung und Wissenschaft.

## Vorsitzende
- Peter Fischer-Appelt (1968/1969)
- Tilman Westphalen (1969/1970)
- Gert Jannsen (1970/1971)
- Holger Asche (1971/1972)
- Wolfgang König (1972/1973)
- Stephan Freiger (1973/1974)

## Schriften (Auswahl)
- Kreuznacher Hochschulkonzept. Reformziele der Bundesassistentenkonferenz (Schriften der BAK Heft 1), Oktober 1968. (im Internet Archive)
- Reform der Lehrkörper- und Personalstruktur (Schriften der BAK Heft 3), Februar 1970.
- Forschendes Lernen – Wissenschaftliches Prüfen (Schriften der BAK Heft 5), April 1970 (Neuausgabe 2009: ISBN 978-3-937026-55-8)
- Integrierte Lehrerausbildung (Schriften der BAK Heft 7), Dezember 1971.
- Bergneustädter Gesamthochschulplan. Modelle zu Gründungsverfahren, Regionalplanung und Kostenüberschlag für 63 Integrierte Gesamthochschulen (Schriften der BAK Heft 8), Juli 1970.